# Morham
Morham ist ein Weiler in der schottischen Council Area East Lothian. Er liegt rund fünf Kilometer südöstlich von Haddington und zwölf Kilometer südwestlich von Dunbar. Durch Morham fließt der Bach Morham Burn, der nördlich in den Tyne mündet.
Bereits seit dem 12. Jahrhundert ist Morham Standort eines Kirchengebäudes. Heute befindet sich dort die Morham Parish Church. Das Kirchengebäude stammt aus dem Jahre 1724, obschon einzelne Fragmente aus einem Vorgängerbauwerk aus dem Jahre 1685 integriert wurden. Morham ist der kleinste eigenständige Parish in East Lothian. Zur Kosteneinsparung wurde daher 1837 die Zusammenlegung mit einer Nachbargemeinde diskutiert.

## Verkehr
In einer dünnbesiedelten, ländlichen Region East Lothians gelegen, ist Morham nur schlecht an das Fernstraßennetz angebunden. Durch die Siedlung verläuft eine Nebenstraße, die an der B6369 im Westen beziehungsweise der B6370 im Süden endet. Beide Straßen münden schließlich im Norden in die A1 und die A199. Mit dem Flughafen Edinburgh befindet sich ein internationaler Verkehrsflughafen etwa 35 Kilometer nordwestlich.